# Europa-Symposium Kaisersteinbruch

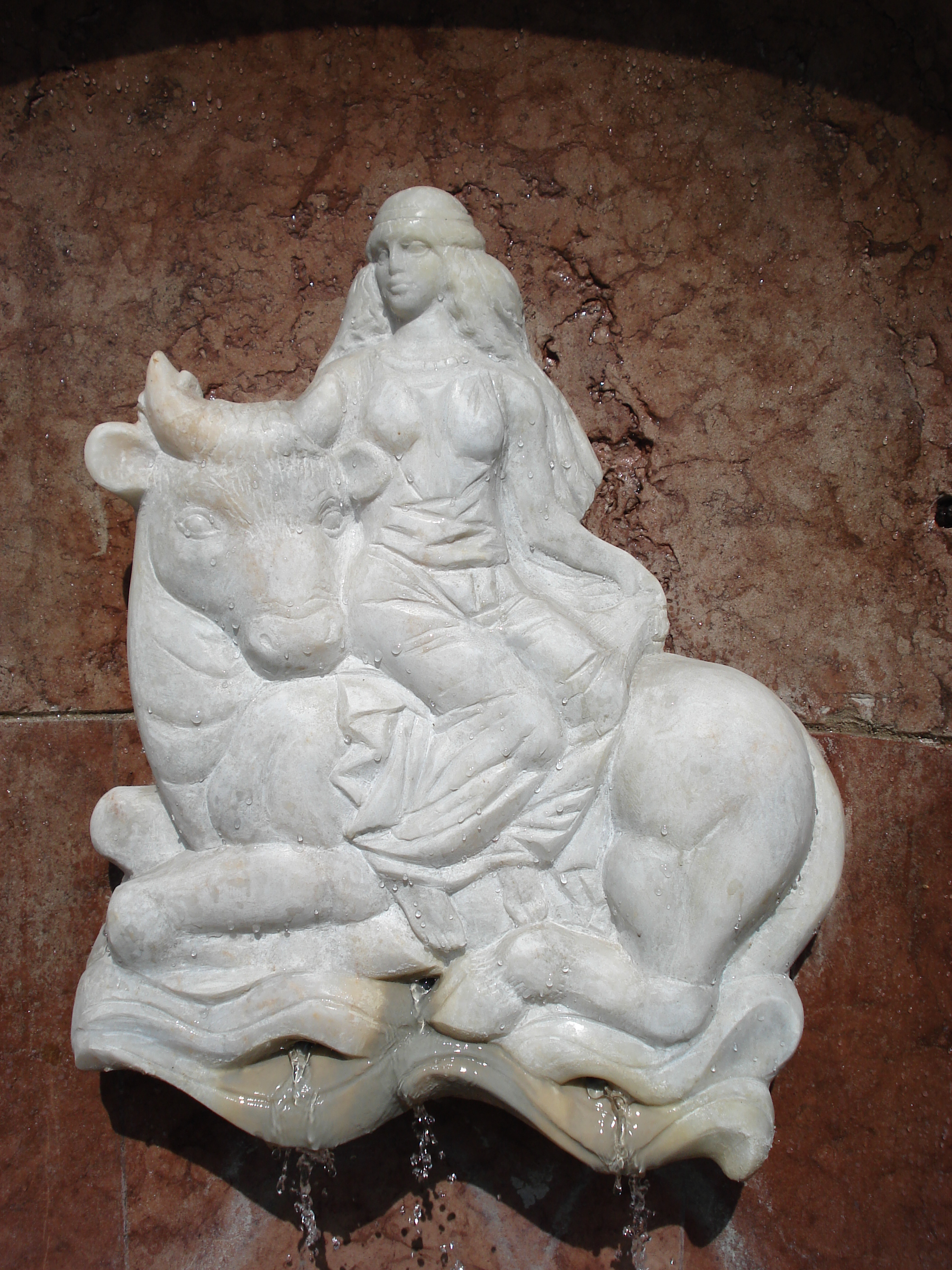
Brunnenplastik „Zeus entführt Europa“ von Ferenc Gyurcsek

Das Europa-Symposium Kaisersteinbruch war bis 2007 ein europaweites Bildhauersymposium in Kaisersteinbruch in der Gemeinde Bruckneudorf im Burgenland, Österreich. Der Name wurde gewählt, um sich vom Bildhauersymposion Kaisersteinbruch in Deutschland abzugrenzen. Seit 2016 lebt das Symposium unter dem Titel Featuring Kaisersteinbruch mit neuer Ausrichtung zur Malerei als dreijährige Reihe fort.

## Geschichte
Im Rahmen der 400-Jahr-Feier von Kaisersteinbruch im Jahr 1990 veranstaltete der Museums- und Kulturverein Kaisersteinbruch ein Symposium für Steinbildhauerei zur Wiederbelebung des Kaisersteines. Gründer und Organisator des Symposiums 1990 war der österreichische Bildhauer Christoph E. Exler. Zwei Künstler, der Ungar Ferenc Gyurcsek und der Rumäne Alexandru Ciutureanu wurden von den Kulturabteilungen der Botschaften nach Kaisersteinbruch zur gemeinsamen Arbeit geschickt. Es entstanden drei monumentale Steinskulpturen. 
Die geplante Weltausstellung Expo 95 Wien-Budapest wurde 1991 abgesagt. Das Symposium änderte daher seine Zielsetzung. Bis 1997 beteiligten sich die Bildhauer an der Neugestaltung verlorener Kulturgüter sowie der Restaurierung meist stark beschädigter Baulichkeiten des Ortes als Folge des Zweiten Weltkrieges. Die Symposien wurden nach bedeutenden Kaisersteinbrucher Persönlichkeiten benannt, wie z. B. Elias Hügel, Friedrich Opferkuh und Margaretha Ruffinin. Organisator war und ist der MuKV Kaisersteinbruch, vertreten durch den Obmann Helmuth Furch.

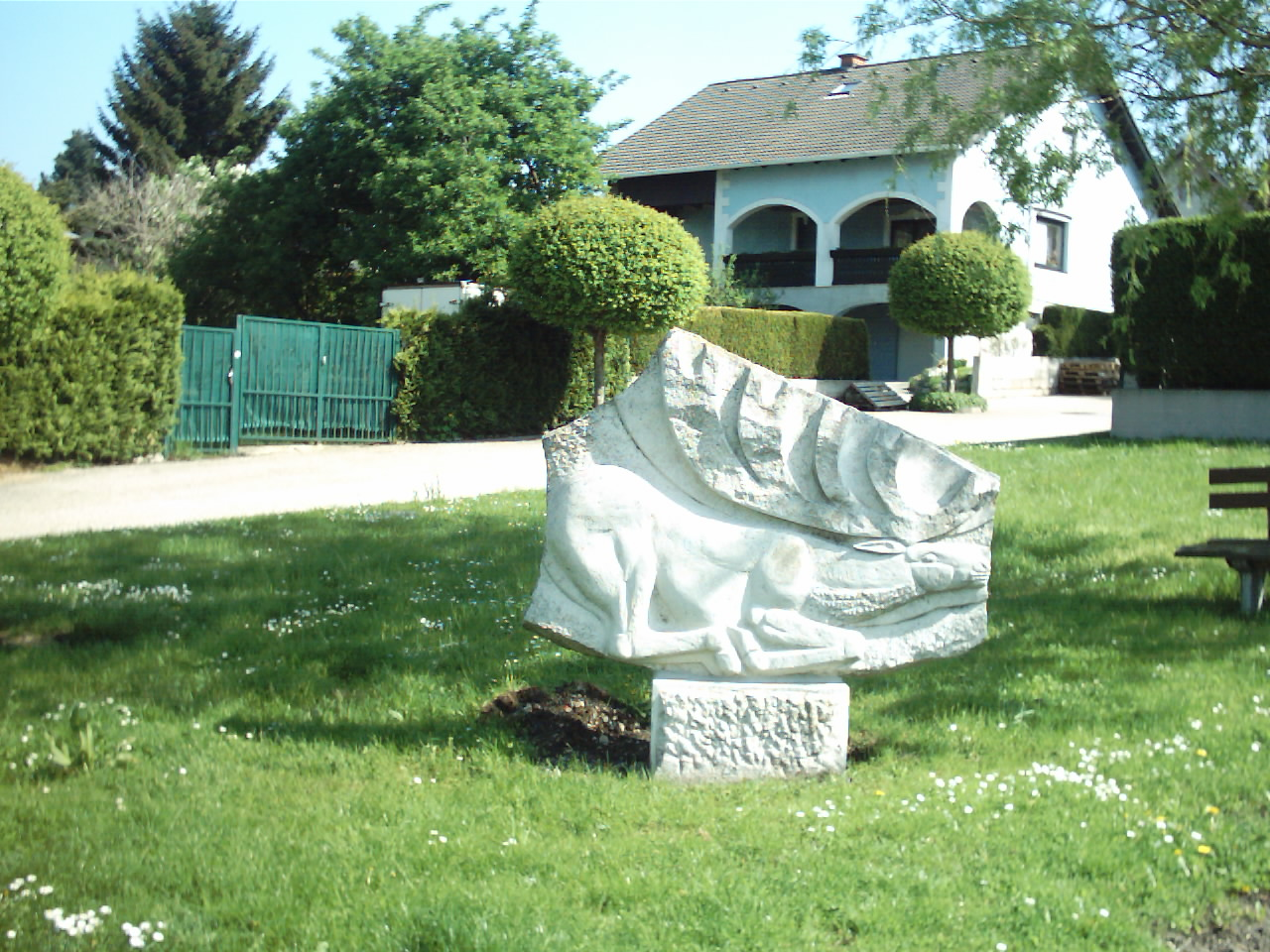
Ungarischer Symposiums-Stein
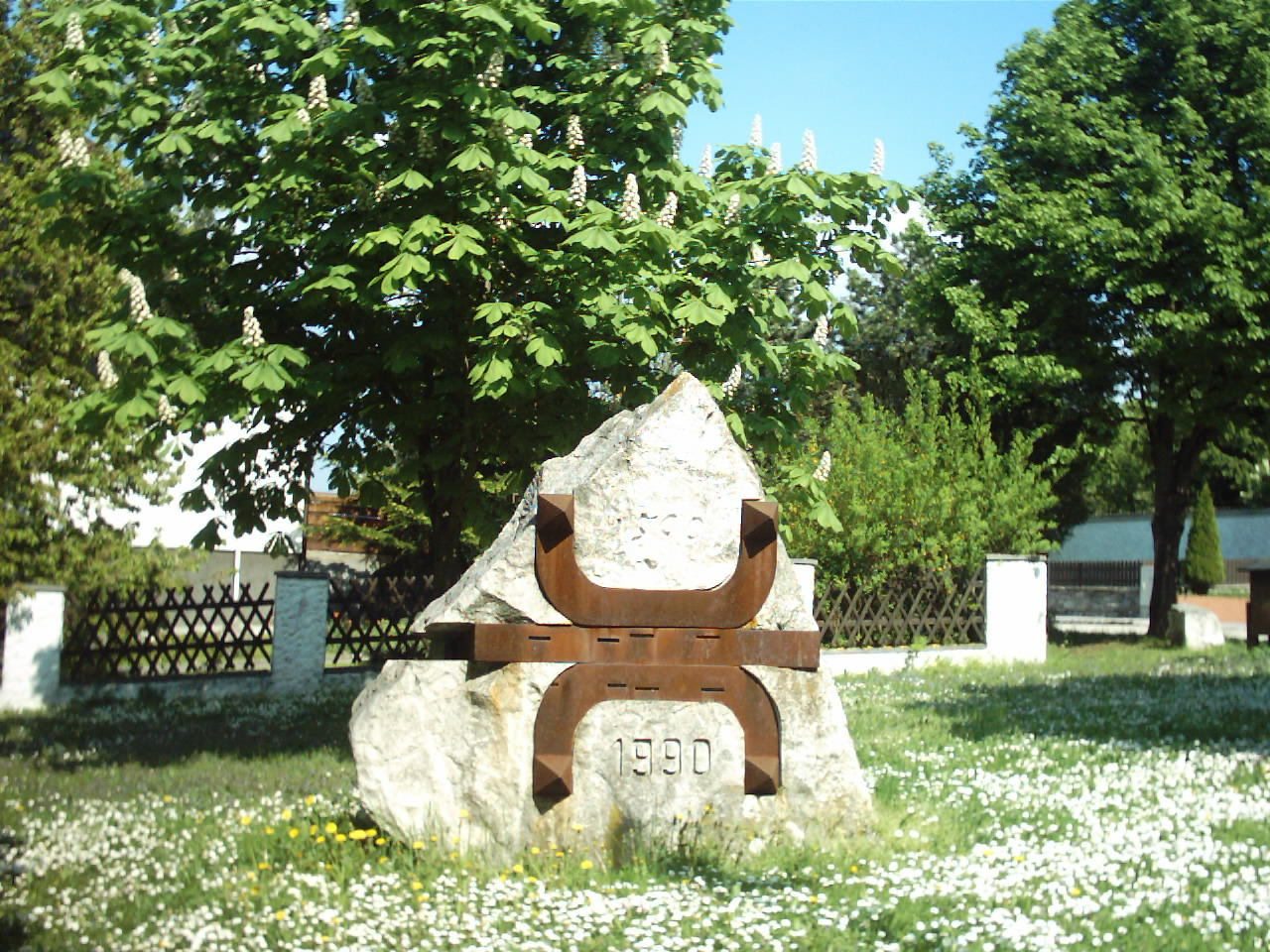
Österreichischer Symposiums-Stein
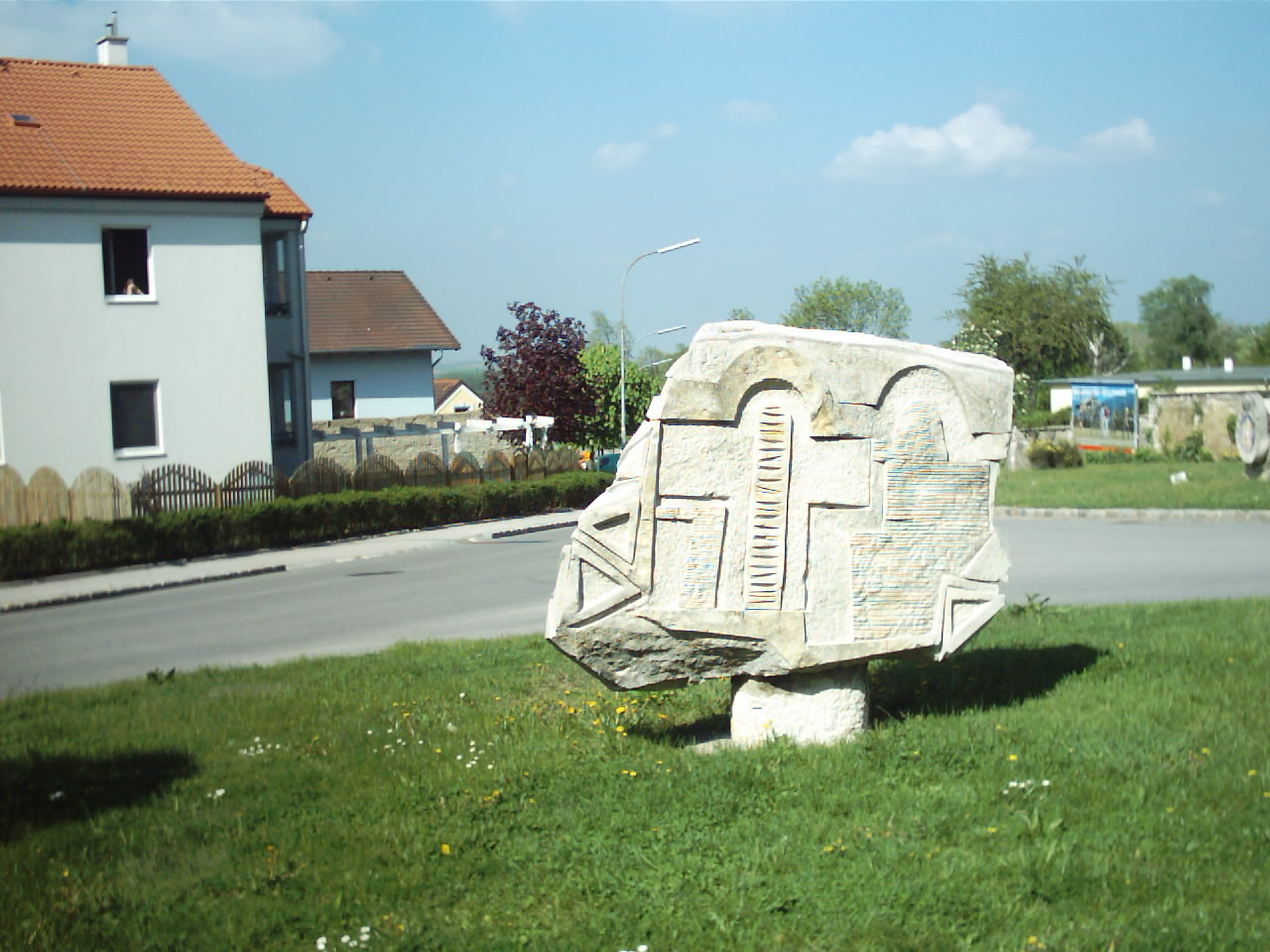
Rumänischer Symposiums-Stein

## Europa-Symposium
1998 wurde Steinmetzmeister Fritz Opferkuh mit einem Plan für die Fertigstellung des Brunnens in der Dorfmitte beauftragt. Der Brunnen wurde zu Ehren der österreichischen Präsidentschaft in der Europäischen Union Europabrunnen genannt.
An der alten Steinmauer, die sich vom Europabrunnen bis zum ehemaligen Pfarrhof hinzieht, wurden bei den jährlich stattfindenden Symposien Skulpturen von Künstlern aus 27 europäischen Ländern angebracht. Um eine gewisse Einheitlichkeit zu erreichen, mussten die Arbeiten als quadratische Platten bestimmter Größe gefertigt werden. Dies war die einzige Vorgabe an die Bildhauer. Die Teilnahme war unabhängig von einer EU-Mitgliedschaft, die Zugehörigkeit zu Europa war das alleinige Kriterium. Der 2001 angelegte Rosengarten verschönte die „Europa-Wand“, die auch als „Mauer der Einheit“ bezeichnet wurde.
Die Organisation erfolgte ab 2002 gemeinsam mit der Paneuropabewegung Österreich. Zu den Symposiumsfesten waren zahlreiche bekannte Persönlichkeiten wie Otto von Habsburg, Erhard Busek, Günther Nenning, der Außenminister der Republik Moldova Andrei Stratan, Wander Bertoni, Štefan Holčík (Vize-Bürgermeister von Bratislava) und Klara Köttner-Benigni eingeladen. Der Paneuropa-Präsident betonte die Besonderheit des Symposiums in Kaisersteinbruch, da auch Länder ohne EU-Mitgliedschaft wie Rumänien und Kroatien an der „Mauer der Einheit“ vertreten waren. Nenning hob hervor, dass Europa nur durch die Vielschichtigkeit der einzelnen Nationen Identität erhalte und bemerkte, „wie die Berliner Mauer einst ein Zeichen der Trennung Europas war, so soll diese Mauer ein Zeichen der europäischen Einheit sein.“
Für die Präsentation wurden über jedem Steinrelief der 27 Länder die Nationalflaggen aufgesteckt. Als Symbol der Verbundenheit der einzelnen Länder gestaltete Ferenc Gyurcsek aus blau-grünem Stein die Flüsse Europas.

### Teilnehmer
In den Jahren bis 2007 wurden jährlich sogenannte Symposiums-Feste abgehalten, Bildhauer brachten meist persönlich ihre Kunstwerke nach Kaisersteinbruch. 1998 Rumänien:	Alexandru Ciutureanu; Deutschland: Entwurf Olga Knoblach-Wolff; 1999 Slowakei: Peter Roller; Ungarn: Ferenc Gyurcsek; 2000 Tschechien: Jiří Sobotka; Polen: Marek Moderau; Österreich: Georg Miks; 2001 Liechtenstein: Hugo Marxer; Slowenien: Andrej Grabrovec; Italien: Saura Sermenghi; 2002 Bulgarien: Stefan Ljutakov; Estland Tiiu Kirsipuu; 2003 Malta: Gabriel Caruana; Burgenland–Burgenlandkroaten: Thomas Resetarits; Lettland: Vija Dzintare; Spanien: Oswaldo Stimm; Kroatien: Alen Novoselec; 2004 Litauen: Vaclovas Krutinis; Vereinigtes Königreich: Adam Williamson; Republik Moldau: Gheorghe Postovanu; 2005 Frankreich: Robert Rocca; Schweiz: Frédérick Steinmann; Bosnien und Herzegowina: Florijan Mićković; 2006 San Marino: Saura Sermenghi; Schweden: Dina Hviid; 2007 Russland: Andrei Wladimirowitsch Tyrtyschnikow. Nachträglich 2018 Belgien: Matthias De Wolf.